# Giovanni Battista Guarini

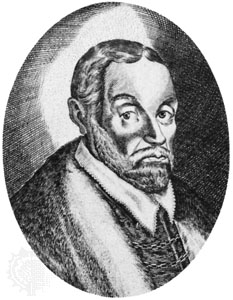
Giovanni Battista Guarini

Pastor fido, 1680

Giovanni Battista Guarini (10 de Dezembro de 1538 – 7 de Outubro de 1612) foi um poeta, dramaturgo e diplomata italiano.

## Vida
Nascido em Ferrara, passou a maior parte de sua vida tanto lá quanto em Pádua, entrando para o serviço de Afonso II d'Este, Duque de Ferrara, em 1567. Após 15 anos a serviço do Duque, ele pediu afastamento e recolheu-se à propriedade de sua família, a Villa Guarina, onde escreveu sua mais notável obra, Il pastor fido (1590, publicado em inglês como The Faithful Shepherd em 1647). Esta peça, uma tragicomédia pastoril de estilo refinado, foi traduzida em muitas línguas e se tornou popular no decorrer do século XVII. Acabou por tornar-se um padrão de excelência nos quesitos refinamento e galanteria, padrão que se manteria até o fim do século seguinte.
Ele foi pai de Anna Guarini, uma das três famosas e virtuosísticas cantoras da Corte de Ferrara, que formavam o concerto di donne. Ela foi assassinada por seu marido em 1598, com a ajuda de seu irmão Girolamo.

## Obra e influência
Nenhum poeta influenciou tanto a história da música nos períodos renascentista e barroco do que Guarini. Seus poemas foram mais musicados por compositores de madrigais do que a obra de qualquer outro escritor, até mesmo de Torquato Tasso, que fica num próximo segundo lugar; o prolífico compositor de madrigais Philippe de Monte chegou a dar a uma de suas coleções musicais o título Il pastor fido, mesmo nome da mais famosa obra de Guarini. Sua popularidade se devia ao fato de que ele escrevia textos que permitiam uma variedade de possibilidades de se criar efeitos de "pintura com palavras" e outras traduções simples de emoções em música. Um de seus poemas, o erótico Tirsi morir volea que reconta o encontro amoroso entre um pastor e uma ninfa, foi musicado na forma de madrigal mais vezes do que qualquer outro poema do período renascentista.
Além de sua influência decisiva sobre os compositores madrigalistas, ele foi também o único grande influenciador de libretistas de ópera até à época de Pietro Metastasio no século XVIII.
Embora possa-se dizer que a obra de Guarini carece do mesmo nível de sentimento e profundidade de seu antecessor na Corte de Estensi, Torquato Tasso, foi precisamente esta qualidade que a tornou adequada a ser musicada em uma época em que o emocionalismo excessivo havia saído de moda.
Um exemplo a ser citado de um madrigal baseado em sua obra é "O come è gran martire", do Libro Terzo dei Madrigali (1592), por Claudio Monteverdi.